# Medida de neutralidad al riesgo
En matemática financiera la medida de neutralidad al riesgo, también llamada medida de equivalencia martingala, se utiliza para establecer precios de derivados por mor del teorema fundamental del arbitraje financiero, el cual implica que en un mercado completo el precio de un derivado es igual al valor esperado descontado del pago futuro bajo la única medida de neutralidad.

## Motivando el uso de las medidas de neutralidad al riesgo
Los precios de los activos dependen crucialmente de su riesgo, porque los inversores exigen más beneficios a medida que soportan más incertidumbre. Por lo tanto, el precio actual de un contingente sobre una cantidad arriesgada el día de mañana, por lo general difieren en su valor esperado. En general, los inversores tienen aversión al riesgo y el precio de hoy está por debajo de su valor esperado, remunerando a los que asumen el riesgo. (Al menos en los grandes mercados financieros. Ejemplo de los mercados en busca de riesgo - son los casinos y las loterías.)
Para el precio de los activos, por consiguiente, los valores esperados calculados necesitan ser ajustados por las preferencias de riesgo de los inversores (véase ratio de Sharpe). Desafortunadamente, las tasas de descuento es difícil de calcular, porque varia entre las preferencias de riesgo individual y de los inversores.
Resulta que en un mercado completo sin oportunidades de arbitraje hay una forma alternativa de hacer este cálculo: 